# Volemys millicens
Volemys millicens és una espècie de mamífer rosegador de la família dels cricètids. És endèmic de la Xina, on viu a altituds superiors a 4.000 msnm al nord-oest de la província de Sichuan. Una possible observació a Yunnan el 1997 que no s'ha pogut confirmar i probablement correspon a l'espècie Microtus clarkei. El seu hàbitat natural són els boscos de gran altitud. Està amenaçat per la tala d'arbres.